# Imprimeur du roi
Un imprimeur du Roi est un imprimeur de Paris, de province ou des colonies, qui, sous l’Ancien Régime et la Restauration, bénéfice d’un statut, et donc d'un certain nombre de prérogatives, conféré par l'administration royale. De ce fait, il acquiert parfois une position prééminente par rapport à ses collègues.
Les imprimeurs pouvaient aussi recevoir des statuts semblables, quoique moins prestigieux : "imprimeur de l'archevêque de Paris", "imprimeur de Mesdames de France", "imprimeur de Mgr le duc d'Orléans", etc.
Disparues avec l'abolition des corporations (1776) et le décret d'Allarde (1791), ces charges furent renouvelées par patentes et se poursuivirent jusque sous le Second Empire, sous des noms appropriés à chaque changement de régime : "imprimeur de la République", "imprimeur du gouvernement", "imprimeur de l'Empereur".

## Histoire
Les premières charges d’imprimeur du roi sont attribuées par François Ier en 1538. Ces créations suivent de peu celle du Collège royal, également installé par François Ier dans sa volonté de soutenir les sciences, les arts et les lettres.
Les charges d’imprimeur du roi sont ensuite régulièrement attribuées (avec une emphase particulière dans les années 1550, 1630 et 1640).
Une fois attribuée, la charge d’imprimeur du roi était renouvelée périodiquement par lettre patente émises par l'administration royale. Tous ces imprimeurs ne furent pas célèbres, mais beaucoup furent des professionnels de premier plan.

## La charge
L’obtention de la charge d’imprimeur du roi procurait aux imprimeurs un certain nombre de faveurs. Ils entraient ainsi dans la Maison du Roi (au même titre qu'un peintre du roi ou un architecte du roi), et obtenaient :
- les Honneurs, qui reviennent d’être attaché à la Maison du Roi ;
- l’Autorité, qui permet de se qualifier de ce titre en toute occasion ;
- la Prérogative, c’est-à-dire la supériorité donnée par ce titre sur les autres imprimeurs ;
- la Franchise, qui permet l’exemption de certains impôts ;
- la Liberté, qui leur donne la possibilité d’imprimer en leur nom avant même d’avoir été reçu dans la communauté des imprimeurs ;
- le Privilège, qui fait que l’obtention de la charge implique l’obtention régulière des privilèges d’imprimeur (qui vaut à la fois, à cette époque, pour permission d’imprimer et protection des œuvres imprimées pour quelques années) ;
- le Droit, qui permet d’imprimer des actes royaux (édits et ordonnances), de même que les arrêts du Conseil d’État, du Parlement, etc.[2] ;
- le Profit, qui est celui que l’imprimeur tire de la vente des actes susdits ;
- les Revenus et émoluments, qui sont les gages octroyés par la maison du Roi tous les trimestres (ils n’étaient pas toujours payés) ;
- le Don personnel, dont la nature varie d’un imprimeur à l’autre (garde de certains poinçons spéciaux, impressions spéciales, émoluments spéciaux, etc.).

Cette charge d'imprimeur du roi a été déclinée pour plusieurs spécialités : le grec, la musique, les mathématiques, le français, les langues orientales, mais ces imprimeurs n’avaient pas tous une spécialité. Certains étaient établis hors de Paris ; dans ce cas c’est en général à eux que revenait l’impression des édits royaux.
Les imprimeurs du roi qui n'avaient pas de spécialité s'intitulaient "imprimeurs ordinaires du Roi".

## Liste chronologique des imprimeurs du roi parisiens
Cette liste provient de Lepreux, 1910, p. 50-52. Les commentaires sont ajoutés. 

### XVeetXVIesiècles
- c. 1488 : Pierre Le Rouge, à titre occasionnel
- c. 1530 : Geoffroy Tory
- c. 1538 : Olivier Mallard, pour le français
- c. 1538 : Pierre Attaingnant, pour la musique
- c. 1538 : Hubert Jullet, associé au précédent
- 1539 : Conrad Néobar, pour le grec
- 1539 : Robert Estienne, pour le latin et l’hébreu, puis le grec
- 1544 : Denis Janot, pour le français,
- c. 1551 : Charles Estienne
- c. 1552 : Adrien Turnèbe, pour le grec
- 1553 : Adrian Le Roy et Robert Ballard, pour la musique
- 1554 : Jean Le Royer, pour les mathématiques
- c. 1555 : Guillaume Morel, pour le grec
- c. 1559 : Jean Dallier
- 1561 : Michel de Vascosan, pour le grec
- c. 1561 : Robert II Estienne, pour le grec
- 1568 : Guillaume II de Nyverd
- 1571 : Fédéric Morel, l'Ancien, pour le grec
- c. 1575 : Pierre Le Voirrier, pour les mathématiques
- 1576 : Simon Millanges
- c. 1578 : Mamert Patisson
- 1579 : Nicolas Roffet
- 1580 : Jamet Mettayer, comme imprimeur "ordinaire", peut-être dès 1573 pour les mathématiques
- c. 1581 : Étienne Prévoteau
- 1581 : Fédéric Morel, le Jeune
- c. 1581 : Pierre Pautonnier
- 1594 : Pierre I Ballard, pour la musique
- 1594 : Pierre Lhuillier
- c. 1596 : Pierre Mettayer

### XVIIesiècle
- 1602 : Fédéric III Morel
- 1613 : Antoine Estienne
- 1618 : Robert III Estienne
- 1622 : Nicolas Callemont
- 1624 : Claude Prévost
- 1625 : Claude Morel
- 1630 : Antoine Vitré
- 1633 : Sébastien Cramoisy
- 1634 : René Baudry
- 1635 : Pierre Rocolet
- c. 1635 : Guillaume Citerne
- 1635 : Charles Morel
- c. 1637 : Paul Estienne
- 1638 : Sébastien Chappelet
- 1638 : Robert III Ballard, pour la musique
- 1639 : Gilles Morel
- 1643 : Jacques Dugast
- 1643 : Pierre Moreau (imprimeur et maître écrivain)
- 1644 : Jean de La Caille
- 1645 : Etienne Migon
- 1647 : Pierre Le Petit
- 1647 : Guillaume Sassier
- 1647 : Michel Mettayer
- 1649 : Jacques I Langlois
- 1651 : Sébastien Mabre-Cramoisy
- 1652 : Henri IV Estienne
- c. 1653 : Marin Leché
- 1657 : Charles I Chenault
- 1661 : François Muguet
- 1662 : Damien Foucault
- 1662 : Sébastien Huré
- 1667 : Frédéric Léonard
- 1672 : Christophe Ballard, pour la musique
- 1678 : Jean Baptiste I Coignard
- 1678 : Jacques I Langlois
- 1680 : Antoine Fournot
- 1686 : Guillaume I Desprez
- 1687 : Étienne Michallet
- 1689 : Élie-Jean-Baptiste II Coignard
- 1693 : Jacques III Langlois
- 1694 : Théodore Muguet
- 1695 : Jean-Baptiste Christophe Ballard, pour la musique
- 1696 : Frédéric-Pierre Léonard, dit Frédéric Léonard
- 1699 : Jean Anisson
- 1699 : Guillaume II Desprez

### XVIIIesiècle
- 1701 : Jean Boudot (imprimeur)
- 1702 : François-Hubert Muguet
- 1707 : Jean II Boudot
- 1712 : Jean-Baptiste-Frédéric Léonard
- 1714 : Jean-Baptiste Alexandre Delespine
- 1714 : Jacques Collombat
- 1715 : Christophe-Jean-François Ballard, pour la musique
- 1717 : Jean-Baptiste III Coignard
- 1720 : Jacques-François Collombat
- 1736 : Charles-Jean-Baptiste Delespine
- 1740 : André Le Breton
- 1740 : Guillaume-François Desprez
- c. 1742 : Claude-Charles Thiboust
- 1749 : Pierre-Alexandre Le Prieur
- 1750 : Antoine-Chrétien Boudet
- 1751 : Jean-Jacques-Étienne Collombat
- 1763 : Jean-Thomas Hérissant
- 1765 : Pierre-Robert-Christohe Ballard, pour la musique
- c. 1774 : Laurent-François Prault
- 1775 : Augustin-Martin Lottin
- 1779 : Philippe-Denis Pierres
- 1781 : Louis-François Prault
- 1785 : Jacques-Gabriel Clousier

## Quelques imprimeurs du roi en province
Cette liste est très incomplète.
- Jean Ambroise (mort en 1677), à Laval
- Jean Antoine, à Metz
- Charles-Marie-Brice Antomé, à Metz
- Pierre Avril, à Angers
- Calmen, à Aix-en-Provence
- Antoine Cavelier, à Caen
- Antoine Clet (1705-1785) au Puy
- Pierre Collignon, à Metz
- Joseph Collignon, à Metz
- Raymond Colomiez, à Toulouse
- Pierre Louis Desrosiers, à Moulins
- Raphël Du Petit Val, à Rouen
- Joseph Estienne, à La Rochelle
- Jean-Félix Faulcon, à Poitiers (père de Marie-Félix Faulcon de La Parisière)
- André Faure, à Grenoble.
- Claude Garnier (v.1535-1589), à Troyes.
- Georges Griveau, à Laval
- Claude Guyot, à Châlons en Champagne
- Richard-Gontran Lallemant, à Rouen
- Pierre-Nicolas Lambert, à l’Île Maurice
- Gilles Le Roy, à Caen
- Romain Nicolas Malassis, à Brest
- Charles Monnoyer, au Mans
- Jean Mossy, à Marseille
- Rouzeau-Montaut, à Orléans
- Jean II de Tournes, à Lyon
- Guillaume Valfray, à Lyon
- Pierre I Valfray, son fils, à Lyon
- Pierre II Valfray, son fils, à Lyon

#### Documents historiques
- Déclaration du Roy sur les privilèges accordez à ses imprimeurs ordinaires, vérifiée en Parlement, Chambre des Comptes, Cour des Aydes, Chastelet et bailliage du Palais. Ensemble les arrests et sentences contradictoirement donnez en conséquence desdits privilèges. Paris : 1650. 4°, 23 p. Paris BNF.
- Liste des imprimeurs du Roy, qui ont exercé lesdits charges, et de ceux qui l’exercent présentement en cette ville de Paris. [Paris : c. 1689]. Paris BNF : Ms. fr. 22078, pièce 85 (imprimée).
- Tableau chronologique des imprimeurs du Roy, tiré d’un manuscrit de la Bibliothèque de S.M., carton de la librairie, du recueil de M. Imbert Chatres du Cangé. Paris BNF : Ms. fr. 22078, pièce 52 (manuscrit).
- Lettres patentes et arrest du Conseil [du 8 décembre 1716]… qui confirment les 6 imprimeurs-libraires ordinaires de S. M. dans les droits, fonctions et attributs de leurs charges ; ordonne que les déclarations, lettres patentes, arrests, règlemens et jugemens rendus en leur faveur seront executez selon leur forme et teneur, et en conséquence fait très expresses inhibitions et défenses à tous autres imprimeurs et libraires, d'imprimer ou faire imprimer, vendre ou débiter aucune chose de tout ce qui concernera et aura rapport aux finances et affaires de S. M., ni d'entreprendre sur les fonctions desdits imprimeurs, à peine de 3000 livres d'amende, etc. Paris : impr. de J. Collombat, 1717. 4°, 11 p. Paris BNF.

#### Travaux récents
- Georges Lepreux. Gallia typographica ou répertoire biographique et chronologique de tous les imprimeurs de France depuis les origines jusqu'à la Révolution. Série parisienne (Paris et l'Île-de-France). Tome I : livre d'or des Imprimeurs du Roi. Ire partie : chronologie et biographie. Paris, H. Champion, 1911. Idem, 2e partie : documents et tables. - Paris, H. Champion, 1910.
- Charlène Béziat. L'imprimeur du roi à Lyon au XVIIIe siècle. Mémoire de master, Université Lyon 2 - ENSSIB (2011). Disponible ici.